# بحور، سوریه
بحور (به عربی: بحور) یک روستا در سوریه است که در استان حمص واقع شده‌است. بحور ۱۰۸ نفر جمعیت دارد.